# Costa di Clarie
La costa di Clarie, chiamata anche costa di Wilkes dall'Australia, (centrata alle coordinate 66°30′S 133°00′E) è una porzione della costa della Terra di Wilkes, in Antartide. In particolare, la costa di Clarie si estende tra punto Pourquoi Pas (66°12′S 136°11′E), a est, e capo Morse (66°15′S 130°10′E), a ovest, e confina a est con la costa della Terra di Adelia e a ovest con la costa Banzare.
Da segnalare il fatto che, per la Francia e l'Australia, il confine orientale della costa di Clarie viene considerato essere alla latitudine 136°E. Queste due nazioni considerano la parte di costa tra i 136°E e i 136°11'E come parte della costa della Terra di Adelia.

## Storia
La costa di Clarie fu scoperta nel gennaio 1840 dal capitano Jules Dumont d'Urville, che riconobbe l'esistenza di una costa dietro le scogliere di ghiaccio di fronte a cui si trovò nel suo viaggio e che la battezzò con il suo nome attuale in onore della moglie di Charles Jacquinot, capitano della seconda nave della spedizione, la Zélée.
L'area fu poi esplorata dal capitano John King Davis durante la spedizione Aurora (1911-1914) a bordo dello yacht Aurora. Infine, la spedizione BANZARE (1930-1931), al comando del capitano Douglas Mawson, le diede il nome di costa di Wilkes in onore dell'esploratore statunitense Charles Wilkes.